# 아부바카르 디오망데
아부바카르 메 디오망데(프랑스어: Aboubacar Mé Diomandé, 1988년 5월 7일 ~ 2019년 8월 9일)는 코트디부아르의 전직 축구 선수로 선수 시절 포지션은 미드필더였다.

## 클럽 경력
디오망데는 아카데미 드 솔 베니에서 선수 생활을 시작했으며 2005년 1월에 ASEC 미모자에 입단하면서 데뷔했다. 2006-07 시즌에는 잉글랜드의 축구 클럽인 찰턴 애슬레틱으로 이적했지만 출전 기회는 거의 없었고 벨기에의 헤르미날 베이르스홋으로 임대되었다. 2007년부터 2019년까지 스텔라 클뤼브 다자메 소속으로 활동했다.

## 국가대표 경력
디오망데는 코트디부아르 U-17, U-20 축구 국가대표팀 선수로 활동했으며 코트디부아르에서 개최된 2009년 아프리카 네이션스 챔피언십에 참가한 코트디부아르 축구 국가대표팀의 주장을 맡았다.

## 사망
디오망데는 2019년 8월 9일에 인도 차티스가르주에 위치한 잔즈기르참파구를 지나가는 뭄바이-하우르 철도에서 사고를 당하면서 사망했다. 현지 경찰은 철로에서 발견된 휴대전화와 신분증을 통해 디오망데의 신원을 확인했지만 디오망데가 소유했던 수하물은 발견되지 않았다. 경찰의 조사에 따르면 디오망데는 2019년 8월 8일에 인도 콜카타를 연고로 나는 축구 클럽에 새로 합류한 동료 선수들과 함께 콜카타에 도착했고 바라드와르 철도역 근처에서 심한 부상을 입고 사망했다고 한다.

## 수상
스텔라 클뤼브 다자메
- 쿠프 드 코트디부아르 1회 우승 (2012), 1회 준우승 (2013)
- 쿠프 펠릭스 우푸에부아니 1회 준우승 (2012)